# Ramón de Baños
Ramón de Baños (Barcelona, 1890 - 1986) fue un director, guionista, operador de cámara, creador de efectos especiales y pionero del cine español que, junto con su hermano Ricardo de Baños (1882-1939), consiguió rodar algunas de las producciones españolas más importantes del cine mudo.

## Biografía

### Inicios
Ya desde pequeño, tanto él como su hermano Ricardo, sintieron afición por la fotografía, aunque, probablemente, Ramón fue quien estaba más dotado para el arte de la composición de las imágenes.
No fue hasta principios del siglo XX cuándo Ricardo empezó a intervenir en tareas como productor cinematográfico en la productora barcelonesa Hispano Filmes, entonces la más importando de toda la todavía débil industria catalana y española, mientras que Ramón aprendió a utilizar la cámara cinematográfica, empezando a rodar sus primeras películas documentales, las cuales le empiezan a dar un cierto renombre entre los aficionados y profesionales, recibiendo elogios del mismo Fructuoso Gelabert.
Gracias al éxito de estos primeros documentales, en 1911 fue llamado a trabajar en Brasil, contratado por un importante empresario[¿quién?] que le encargó toda una serie de documentales industriales y turísticos.
Después de realizar un fructífero trabajo por toda Sudamérica, volvió a Barcelona a causa de unas fuertes fiebres. Una vez en casa, se asoció definitivamente con su hermano y empieza una carrera llena de éxitos, a la mayor parte de ellos a lo largo de todo el cine mudo, pero que continuaría hasta los años cuarenta.

### Los hermanos Baños
A lo largo de estos años, Ricardo Baños se había independizado y en 1914 había montado su propia productora "Royal Films", con la cual se asoció con su hermano pequeño. Es difícil saber exactamente cuál era la huella exacta de cada uno de ellos en el resultado final de cada película, donde sus aportaciones fueron también, la mayor parte de las veces, no acreditada. Lo que parece claro es que Ramón de Baños tuvo siempre la responsabilidad final del aspecto estético visual de las películas, firmante como director de fotografía, firmando tres largometrajes como director en solitario: Carmen o la hija del contrabandista (1911), El padre Juanico (1923) y El acero libertario (1937), esta última sonora.

### Las dos superproducciones más importantes del cine mudo español
De todos modos, los dos hitos más importantes de la empresa fueron La vida de Cristóbal Colón y el descubrimiento de América (1916) y Don Juan Tenorio (1922).
El film sobre Cristóbal Colón fue el más caro de su tiempo (costó más de un millón de pesetas de la época) y de hecho fue una coproducción con Francia y la productora "Films cinématographiques" y su director fue el francés Gerard Bourgeois. La principal colaboración de Ramón de Baños en este monumental film - para el cual se tuvieron que construir tres reproducciones los más fieles posibles de las tres carabelas - fue el del aspecto visual y dirección de fotografía, la cual fue aclamada por la crítica europea de la época.
La adaptación de Juan Tenorio fue una producción cien por cien de "Royal Films", con Ricardo de Baños acreditado como único director y Ramón de Baños siempre como director de fotografía y de arte. Éste fue el film del cual los dos hermanos se sintieron más orgullosos, tanto a nivel artístico cómo económico. De hecho Ricardo ya había hecho una primera versión cuando estaba asociado a "Hispano filmes" pero siempre se había sentido frustrado por la pobreza de medios de que había dispuesto y de cómo este hecho había estropeado parte de su idea inicial. Don Juan Tenorio representa un espectacular paso adelante, pese a las dificultades económicas por las que atravesaba la industria del cine español de aquel tiempo, de dar la máxima credibilidad y realismo posible tanto a las escenas exteriores como de interiores, con la construcción de unos decorados minuciosos y creíbles y unos paisajes bellos y bien fotografiados; unos intérpretes de categoría, alejados de la excesiva sobreactuación que requería el cine mudo de aquel tiempo.

### Últimos tiempos
La producción de los hermanos Baños continuó a lo largo de la década de los años treinta, si bien sin el dominio del mercado que tuvieron a lo largo de los años veinte cuando Barcelona era el más importante centro productor de la península. El cierre progresivo de las empresas del sector desplazó la industria audiovisual en dicha década a Valencia y Madrid. La llegada de la guerra civil representó un golpe muy duro para la empresa familiar, la cual resistió hasta el año 1937, el cual rodaron los últimos filmes.
Ricard murió el último año de la guerra y Ramón de Baños, que todavía tenía un cierto prestigio entre la profesión, pudo continuar haciendo tareas de cámara en diversas producciones españolas de los años cuarenta y cincuenta, siendo su fin, muchísimo menos patético que la de Fructuoso Gelabert.
Los últimos años de su vida disfrutó de algunos homenajes.

## Filmografía

### Como director, guionista y operador de cámara
- Carmen o la hija del contrabandista (1911)
- El padre Juanico (1923)
- El acero libertario (1937)

### Como codirector o director de fotografía
- Justicia de Felipe II (1909)
- El joyero (1909)
- Dos guapos frente a frente (1909)
- Celos Gitanos (1909)
- Don Juan de Serrallonga (1910)
- La madre (1912)
- La fuerza del destino (1913)
- La danza fatal (1915)
- El idiota de Sevilla (1919)
- La vida de Cristóbal Colón y el descubrimiento de América (1916)
- ¡Vaya remojón! (1917)
- La sombra del polaco (1917)
- El monedero de Cipriano (1917)
- Fuerza y nobleza (1917)
- La cortina verde (1918)
- Los arlequines y la seda de oro (1919)
- El judío polaco (1920)
- Don Juan Tenorio (1922)
- Frivolinas (1926)
- El castigador castigado (1936)
- Los héroes del barrio (1937)
- Fury over Spain (1937) (film de propaganda de guerra pera el mercado internacional)
- El Fakir González, buscador de oro (1942)

### Como operador de cámara o asesor técnico
- Abel Sánchez (1947)
- Niebla y sol (1951)
- La canción del penal (1954)

## La incursión en el cine pornográfico
Existen tres referencias documentadas en los Fondos Audiovisuales del IVAC-La Filmoteca Valenciana que contienen tres documentos de Ramón de Baños con contenido para adultos (+18), producidas por encargo del rey Alfonso XIII:
- El confesor[6]
- Consultorio de señoras[7]
- El ministro[8]

Estos tres productos fueron restaurados por IVAC-La Filmoteca en 1991, en los laboratorios Iskra SL de Madrid. El proceso y tiraje de copias fue de Fotofilm Madrid. Paso de restauración 35mm. Emulsión restauración en color. Notas de la restauración: Formato de la restauración Standard/Académico. Las tres son películas mudas.